# ویندزور، نیو ساوت ولز
ویندزور (به انگلیسی: Windsor) یک شهرک در استرالیا است که در City of Hawkesbury واقع شده‌است.